# Kisberezna
Kisberezna (ukránul: Малий Березний [Malij Bereznij]) falu Ukrajnában, Kárpátalján, az Ungvári járásban.

## Fekvése
Az Ung és Ublya-patak összefolyásánál fekszik, az ukrán–szlovák határtól 3 km-re. Szomszédos települések: északnyugatra Ugar (Szlovákia), északra Nagyberezna, délkeletre Mircse.

## Története
A falu a 14. század második felében települt. Először 1398-ban említette oklevél Kysberzna néven. Nevét szláv eredetűnek tartják: a bereza (nyírfa) szó ragozott nyírfás, nyírjes, alakja. A kis előtag pedig megkülönböztetés a szomszédos Nagybereznától. 1427-ben Kysberezna, 1451-ben Berezna, 1773-ban Kis-Berezna, 1851-ben Kis-Berezna, 1913-ban Kisberezna néven írták.
A Trianoni békeszerződés előtt Ung vármegye Nagybereznai járásához tartozott. 1910-ben 1006 lakosából 85 magyar, 116 német, 1 szlovák, 798 ruszin, 4 horvát és 2 egyéb anyanyelvű volt; vallását tekintve pedig 79 római katolikus, 787 görögkatolikus, 17 református és 123 izraelita.

## Népesség

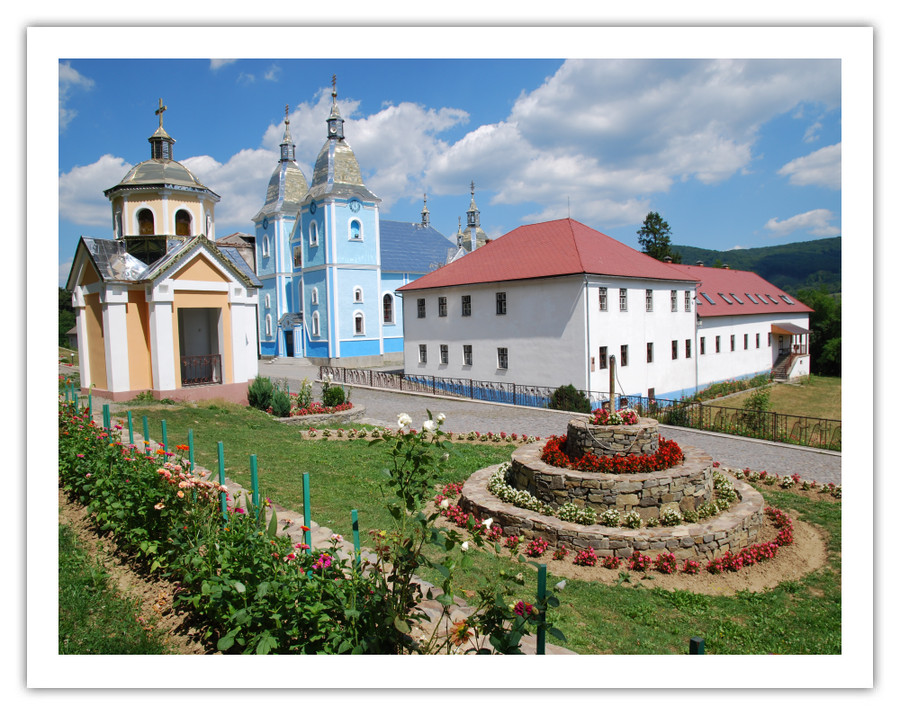
A kisbereznai Szent Miklós-kolostor

| 1910 | 1 006 |
| 2001 | 1 571 |

A népesség anyanyelv szerinti megoszlása a teljes népesség %-ában (2001)

## Közlekedés
A települést érinti a Csap–Ungvár–Szambir–Lviv-vasútvonal.